# Adventivbildung

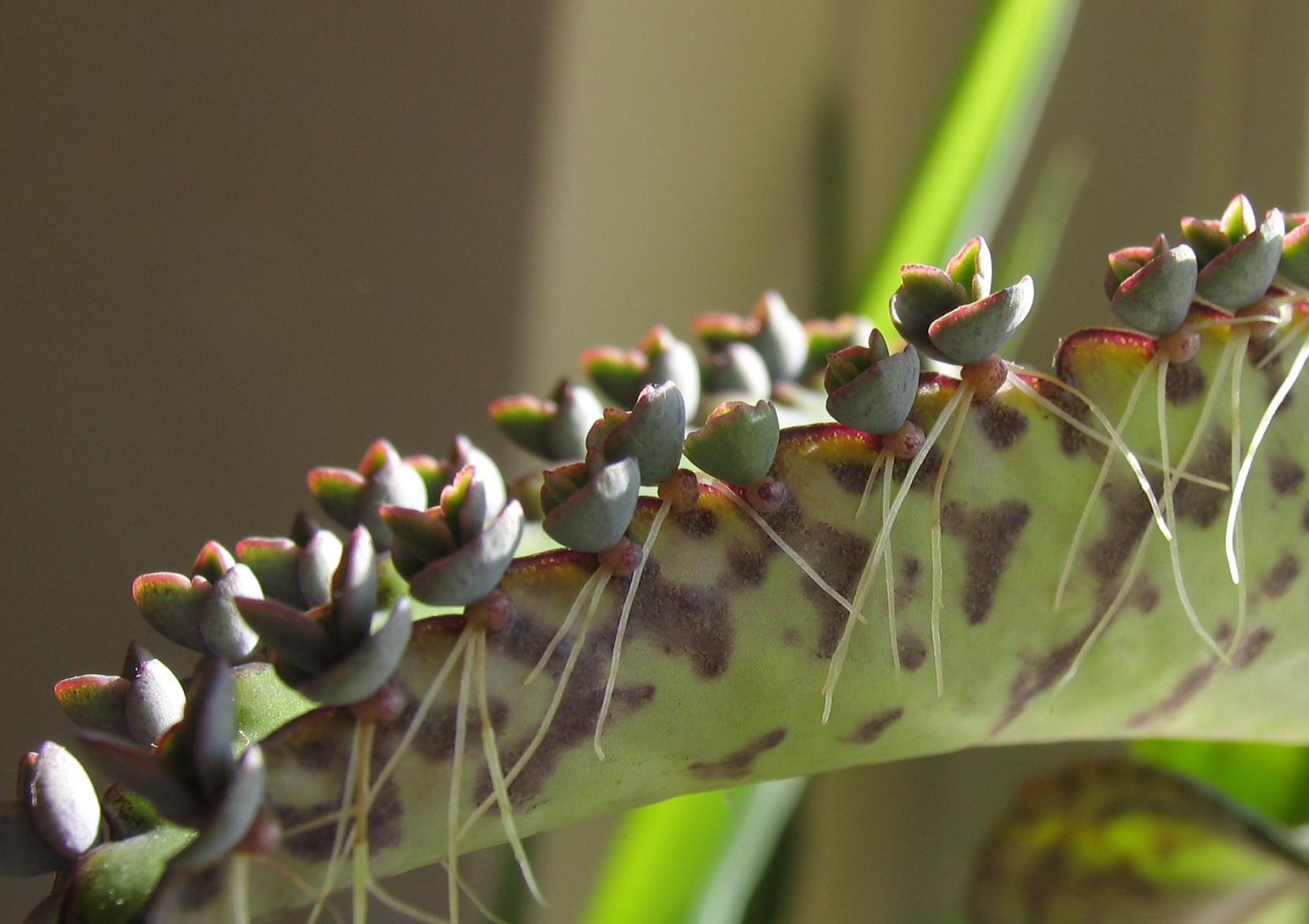
Komplette Adventivpflänzchen (aus Brutkörpern) entstehen beim Brutblatt Kalanchoe daigremontianum regelmäßig aus Meristem in den Lücken zwischen den Zähnen der gesägten Blattränder

Adventivbildungen (lat. adventus ‚hinzugekommen‘) bezeichnen Teile einer Pflanze, die nicht aus einem apikalen (Sprossachse) oder einem basalen (Wurzel) Primärmeristem entstehen, sondern aus sekundär wieder teilungs- und wachstumsfähig („remeristematisierten“) gewordenen Geweben einer Pflanze wie Restmeristemen oder Callusgewebe an einer Wundstelle. Oft geht eine Verletzung der Pflanze voraus, oder sie werden gebildet, wenn durch einen Kälteeinbruch im Frühjahr frische Triebe teilweise oder gänzlich abgefroren sind.
Man unterscheidet folgende Adventivbildungen:
- Adventivknospen sind Knospen, die nicht an Sprossspitzen oder in Blattachseln gebildet werden, wie reguläre Knospen, sondern an anderen Stellen der Achse an Blättern oder Wurzeln. Sie werden manchmal spontan in alten Pflanzenteilen sowie häufiger nach Verletzung der Pflanze gebildet. Beispiele sind Brutknospen bei Brutblättern (in Blattkerben) oder Wiesen-Schaumkraut (Blattunterseite)
- Adventivsprosse an abgeschnittenen Begonienblättern, als Stockausschläge

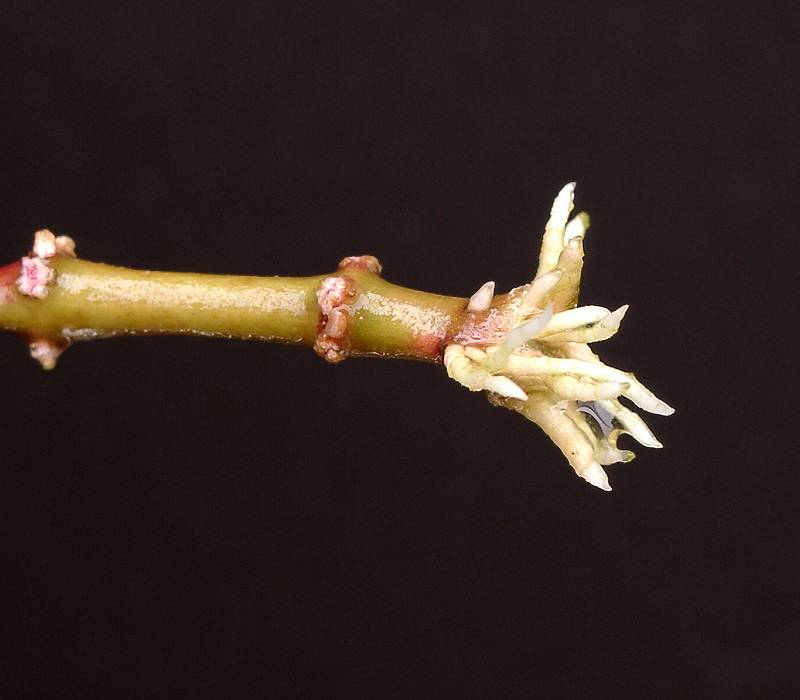
Sprossbürtige Adventivwurzeln an einem Steckling von Euphorbia cotinifolia. Die Sprossknoten links zeigen, wie unter der Rinde hervorbrechend weitere Adventivwurzeln aus dem darunter liegenden Meristem entstehen.

- Adventivwurzeln, auch sprossbürtige Wurzeln genannt, entstehen bei Monokotyledonen (Einkeimblättrige) beim keimenden Samen aus einer Primärwurzel, deren Funktion sie übernehmen. Mit der Zeit verzweigen sich die Adventivwurzeln sehr stark und bilden ein komplexes buschiges Wurzelsystem. Es ist keine Hauptwurzelachse erkennbar. Im Gegensatz dazu bilden Zweikeimblättrige (Dicotyledonen) eine Pfahlwurzel aus, welche die Hauptwurzelachse darstellt. Von ihr gehen Seitenwurzeln aus. Adventivwurzeln können auch infolge von Verletzungen oder Wuchsstoffbehandlungen gebildet werden. Die Schwarz-Erle bildet Adventivwurzeln aus, um auf die schwankenden Wasserstände in ihrem Biotop (Erlenbruchwald) zu reagieren (siehe auch Echte Sumpfzypresse).
- Ein Sonderfall ist die Adventivembryonie. Hier handelt es sich um die Adventivbildung von Embryonen aus vegetativen Zellen der Samenanlage; diese tritt besonders bei Citrusgewächsen auf. Sie lässt in Samen viele Embryonen entstehen.
- Ein Adventivtrieb ist eine im selben Jahr neu gebildete Knospe (Anlage schon vorher da), die auch sofort im Bildungsjahr austreibt, zur Unterstützung bei Verletzung oder Ausnutzung guter Verhältnisse.
- Ein Proventivtrieb ist eine über Jahre schlafende Knospe, die vorsorglich gebildet wird und bei Verletzung des Baumes oder besonders guten Bedingungen austreibt.

Phytohormone und hier insbesondere Hormone aus der Gruppe der Auxine können die Adventivbildung initiieren und fördern. Dies macht man sich im Rahmen der In-vitro-Kultur und bei der Stecklingsbewurzlung im Produktionsgartenbau zu Nutze.

## Bilder von Adventivwurzeln

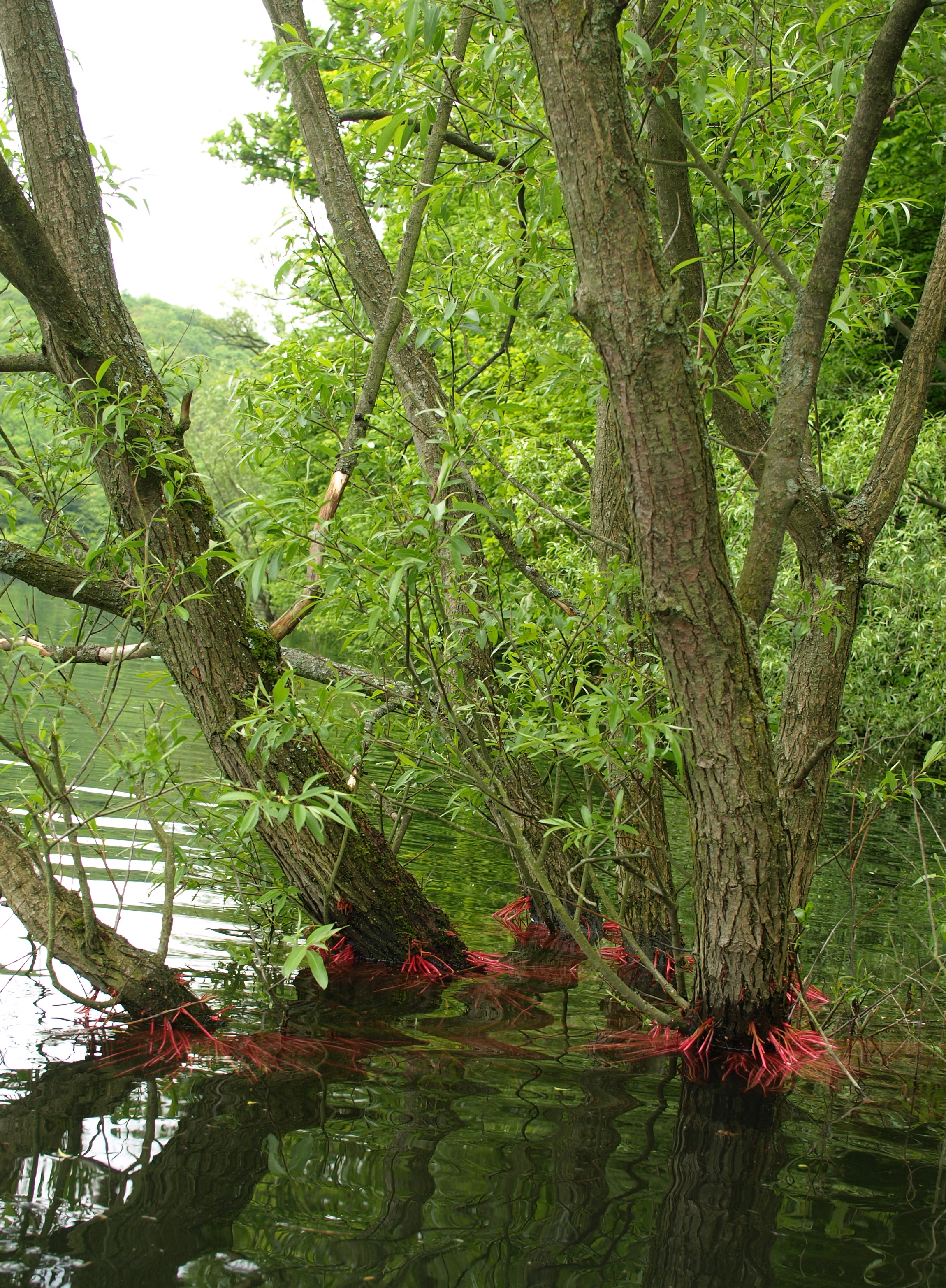
Weide
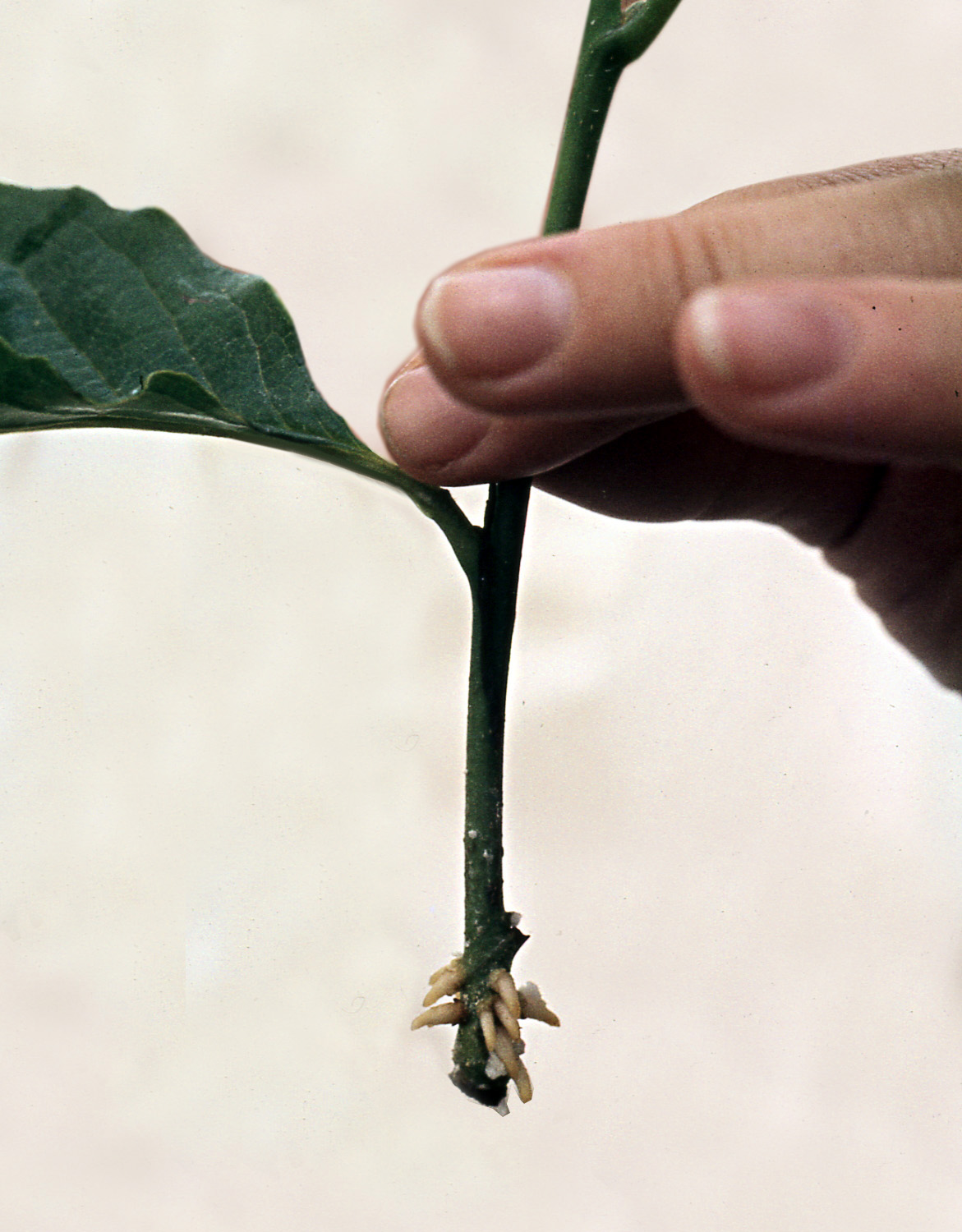
Magnolie
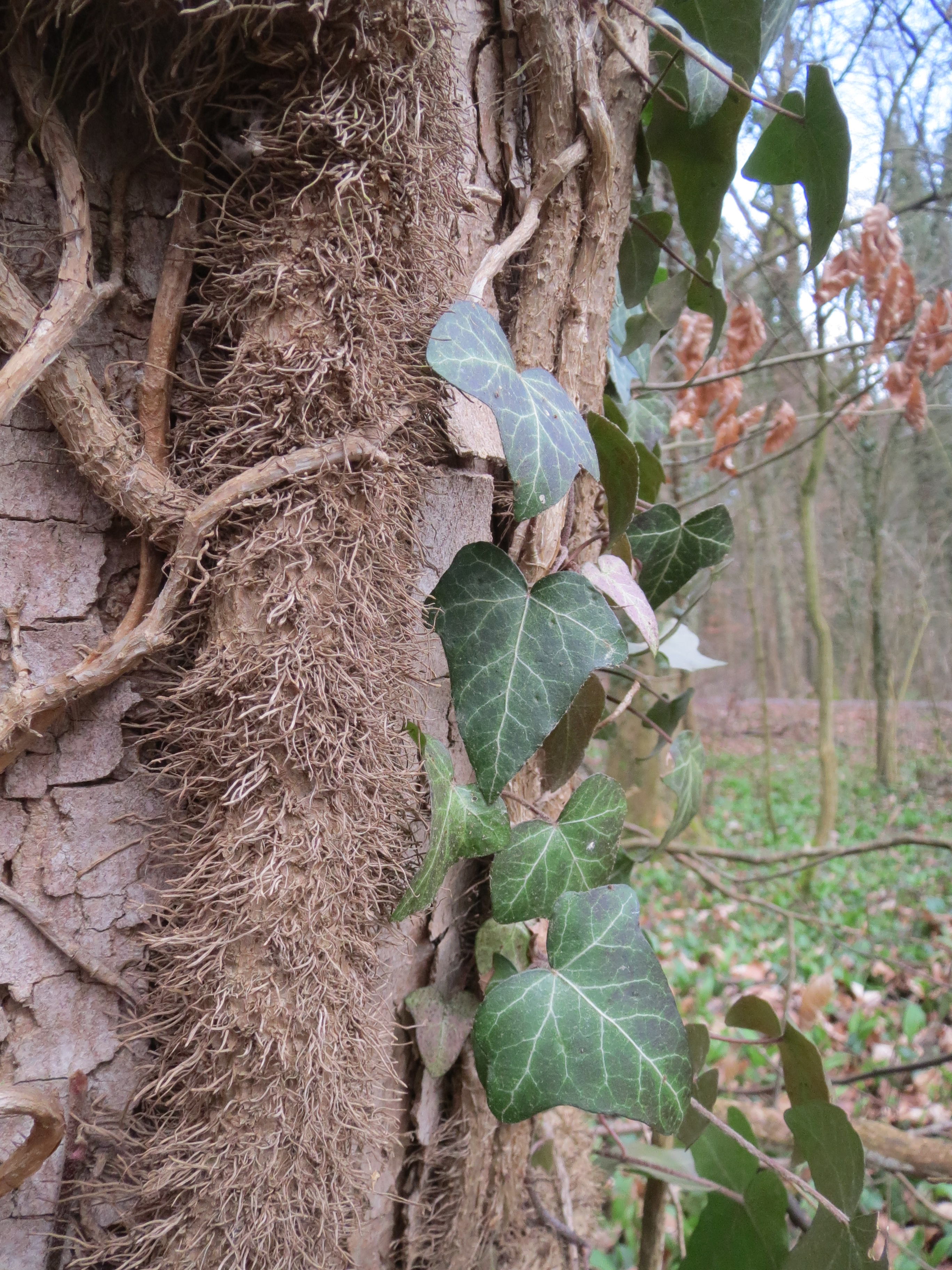
Efeu